# Syddanmark régió
Syddanmark régió (Dél-Dániai régió) a 2007. január 1-jén életbe lépett közigazgatási reform szerint Dánia öt régiójának egyike.
Az új Syddanmark régió a korábbi Fyn, Ribe és Sønderjylland megyét, valamint Vejle megye déli részét foglalja magába. 

## Község
Dánia 98 községe közül a régió az alábbi 22-t foglalja magába:
- Assens község
- Faaborg-Midtfyn község
- Kerteminde község
- Langeland község
- Middelfart község
- Nordfyn község
- Nyborg község
- Odense község
- Svendborg község
- Ærø község
- Aabenraa község
- Billund község
- Esbjerg község
- Fanø község
- Fredericia község
- Haderslev község
- Kolding község
- Sønderborg község
- Tønder község
- Varde község
- Vejen község

## Lásd még
- Dánia régiói

1. ↑  Population on the 1st of the quarter by marital status, age, time, area, and gender